# Cattleya grandis
Cattleya grandis é uma espécie de planta do gênero Cattleya e da família Orchidaceae.  
Pertence a Cattleya série Cattleyodes (Schltr.) Van den Berg. Esta espécie é típica da Mata Atlântica do Sul da Bahia, ocorrendo geralmente como epífita. Nas áreas de transição mais secas, é frequentemente encontrada como rupícola. A espécie mais parecida é Cattleya tenebrosa, da qual difere por apresentar partes vegetativas mais estreitas, todos os segmentos florais mais estreitos e geramlente mais claros, e o labelo bem claro, esbranquiçado com delicadas estrias rosa.  

## Taxonomia
A espécie foi descrita em 2006 por Arthur A. Chadwick. 
Os seguintes sinônimos já foram catalogados:  
- Laelia grandis  Lindl.
- Bletia grandis  (Lindl.) Rchb.f.
- Brasilaelia grandis  (Lindl.) Gutfreund
- Chironiella grandis  (Lindl. & Paxton) Braem
- Sophronitis grandis  (Lindl.) Van den Berg & M.W.Chase

## Forma de vida
É uma espécie epífita, rupícola e herbácea. 

## Descrição
| Caule                                                | Caule                                                |
| ---------------------------------------------------- | ---------------------------------------------------- |
| planta                                               | rizomatosa                                           |
| número de entrenó do rizoma                          | 2/3                                                  |
| Folha                                                |                                                      |
| número                                               | 1                                                    |
| forma                                                | oblongo lanceolada                                   |
| Inflorescência                                       |                                                      |
| inflorescência em pseudobulbo diferenciado sem folha | não                                                  |
| bráctea espataceo                                    | simples                                              |
| número de flor                                       | 1/2/3                                                |
| Flor                                                 |                                                      |
| cor das pétala e sépala                              | verde amarelado/acastanhado/ocre/creme/amarelo claro |
| forma do labelo                                      | levemente trilobado                                  |
| cor do lobo mediano do labelo                        | esbranquiçado/com veia purpúrea                      |
| cor dos lobo lateral do labelo                       | branco/com vênula rosa                               |

## Conservação
A espécie faz parte da Lista Vermelha das espécies ameaçadas do estado do Espírito Santo, no sudeste do Brasil. A lista foi publicada em 13 de junho de 2005 por intermédio do decreto estadual nº 1.499-R. 

## Distribuição
A espécie é encontrada no estado brasileiro de Bahia. 
A espécie é encontrada no domínio fitogeográfico de Mata Atlântica, em regiões com vegetação de floresta ombrófila pluvial.